# 周光炎
周光炎（1938年6月—），男，浙江义乌人，中国免疫学家，上海交通大学医学院教授，博士生导师。曾任上海市免疫学研究所所长，中国免疫学会副理事长。